# Ägyptischer Fußballpokal
Der Ägyptische Fußballpokal (auch bekannt als Egyptian FA Cup, ehemals King Farouk Cup) ist der wichtigste Fußballpokalwettbewerb in Ägypten. Er wurde erstmals im Jahr 1921 ausgetragen und ist damit der älteste anerkannte Fußballwettbewerb in Afrika. Nach einer Vorqualifikation wird das Turnier heute mit 32 Mannschaften in einem K.-o.-System ausgetragen.
Erster Pokalsieger war Al Zamalek SC und Rekordsieger des Pokals ist heute Al Ahly SC (38×). Jeweils 1943 und 1958 wurde der Titel zwischen al Ahly SC und al Zamalek SC aufgeteilt.

## Sieger nach Jahr
| - 1921/22 al Zamalek SC - 1922/23 Tersana - 1923/24 al Ahly SC - 1924/25 al Ahly SC - 1925/26 Al-Ittihad - 1926/27 al Ahly SC - 1927/28 al Ahly SC - 1928/29 Tersana - 1929/30 al Ahly SC - 1930/31 al Ahly SC - 1931/32 al Zamalek SC - 1932/33 el-Olympi - 1933/34 el-Olympi - 1934/35 al Zamalek SC - 1935/36 Al-Ittihad - 1936/37 al Ahly SC - 1937/38 al Zamalek SC - 1938/39 Al Teram - 1939/40 al Ahly SC - 1940/41 al Zamalek SC - 1941/42 al Ahly SC - 1942/43 al Ahly SC und al Zamalek SC - 1943/44 al Zamalek SC - 1944/45 al Ahly SC - 1945/46 al Ahly SC - 1946/47 al Ahly SC - 1947/48 Al-Ittihad | - 1948/49 al Ahly SC - 1949/50 al Ahly SC - 1950/51 al Ahly SC - 1951/52 al Zamalek SC - 1952/53 al Ahly SC - 1953/54 Tersana - 1954/55 al Zamalek SC - 1955/56 al Ahly SC - 1956/57 al Zamalek SC - 1957/58 al Ahly SC und al Zamalek SC - 1958/59 al Zamalek SC - 1959/60 al Zamalek SC - 1960/61 al Ahly SC - 1961/62 al Zamalek SC - 1962/63 Al-Ittihad - 1963/64 El Qanah - 1964/65 Tersana - 1965/66 al Ahly SC - 1966/67 Tersana - 1967/68 nicht ausgetragen - 1968/69 nicht ausgetragen - 1969/70 nicht ausgetragen - 1970/71 nicht ausgetragen - 1971/72 nicht ausgetragen - 1972/73 Al-Ittihad - 1973/74 abgebrochen - 1974/75 al Zamalek SC | - 1975/76 Al-Ittihad - 1976/77 al Zamalek SC - 1977/78 al Ahly SC - 1978/79 al Zamalek SC - 1979/80 nicht ausgetragen - 1980/81 al Ahly SC - 1981/82 abgebrochen - 1982/83 al Ahly SC - 1983/84 al Ahly SC - 1984/85 al Ahly SC - 1985/86 Tersana - 1986/87 nicht ausgetragen - 1987/88 al Zamalek SC - 1988/89 al Ahly SC - 1989/90 al-Mokawloon al-Arab - 1990/91 al Ahly SC - 1991/92 al Ahly SC - 1992/93 al Ahly SC - 1993/94 abgebrochen - 1994/95 al-Mokawloon al-Arab - 1995/96 al Ahly SC - 1996/97 Ismaily SC - 1997/98 Al-Masry - 1998/99 al Zamalek SC - 1999/00 Ismaily SC - 2000/01 al Ahly SC - 2001/02 al Zamalek SC | - 2002/03 al Ahly SC - 2003/04 al-Mokawloon al-Arab - 2004/05 ENPPI Club - 2005/06 al Ahly SC - 2006/07 al Ahly SC - 2007/08 al Zamalek SC - 2008/09 Haras El-Hodood SC - 2009/10 Haras El-Hodood SC - 2010/11 ENPPI Club - 2011/12 abgebrochen - 2012/13 al Zamalek SC - 2013/14 al Zamalek SC - 2014/15 al Zamalek SC - 2015/16 al Zamalek SC - 2016/17 al Ahly SC - 2017/18 al Zamalek SC - 2018/19 al Zamalek SC - 2019/20 al Ahly SC - 2020/21 al Zamalek SC - 2021/22 al Ahly SC - 2022/23 al Ahly SC - 2023/24 Pyramids FC - 2024/25 al Zamalek SC |

## Titelträger
| Platz | Verein               | Titel |
| ----- | -------------------- | ----- |
| 1.    | al Ahly SC           | 38    |
| 2.    | al Zamalek SC        | 29    |
| 3.    | Al-Ittihad           | 6     |
| 3.    | Tersana              | 6     |
| 5.    | al-Mokawloon al-Arab | 3     |
| 6.    | Ismaily SC           | 2     |
| 6.    | el-Olympi            | 2     |
| 6.    | ENPPI Club           | 2     |
| 6.    | Haras El-Hodood SC   | 2     |
| 10.   | Al-Masry             | 1     |
| 10.   | Al Teram             | 1     |
| 10.   | El Qanah             | 1     |
| 10.   | Pyramids FC          | 1     |